# Beat Jans
Pour les articles homonymes, voir Jans.
Beat Jans, né le 12 juillet 1964 à Bâle (originaire de Mosen et Riehen), est une personnalité politique suisse, membre du parti socialiste. 
Il est député du canton de Bâle-Ville au Conseil national de 2010 à 2020 et conseiller d’État du même canton de 2021 à 2023. Depuis 2024, il est conseiller fédéral, à la tête du Département fédéral de justice et police.

## Biographie
Beat Jans naît le 12 juillet 1964 à Bâle. Il est originaire de Mosen, dans le canton de Lucerne, et de Riehen, dans le canton de Bâle-Ville.
Fils d'un serrurier et d'une vendeuse, il grandit à Riehen,. Après un apprentissage d'agriculteur, qu'il termine en 1985, il obtient un diplôme d'agrotechnicien en 1987, puis un diplôme en science de l'environnement en 1994 à l'École polytechnique fédérale de Zurich.
De 1987 à 1989, il travaille dans la collaboration au développement pour Helvetas à Haïti et au Paraguay, puis à la direction de Pro Natura de 1995 à 2010. Il travaille ensuite pour l'entreprise de conseil Etos de 2010 à 2014, avant de devenir conseiller indépendant dans le domaine du développement durable et de la communication jusqu'en 2019. Il enseigne en parallèle à l'Université de Bâle de 2009 à 2018.
Beat Jans est marié et père de deux enfants. Son épouse, Tracy, américaine et rencontrée lors de vacances à Hawaï, est chercheuse en VIH à l'Institut tropical et de santé publique suisse.

## Parcours politique

### Débuts
Beat Jans adhère au parti socialiste en 1998. Il devient président du parti socialiste du canton de Bâle-Ville en 2000 et exerce cette fonction jusqu'en 2005. Il est l'un des vice-présidents du parti socialiste de 2015 à 2020.
En 2001, il est élu au Grand Conseil du canton de Bâle-Ville. Il y est réélu à deux reprises, en 2005 et 2009, et en démissionne en mai 2011.

### Conseil national
Il est candidat au Conseil national aux élections fédérales de 2007, mais n'est pas élu. Il est toutefois le candidat non élu qui a obtenu le plus de voix sur la liste de son parti, de sorte qu'il accède en mai 2010 au Conseil national, après la démission de Rudolf Rechsteiner. Il est ensuite réélu en 2011 et 2015. Il est membre de la Commission de l'environnement, de l'aménagement du territoire et de l'énergie (CEATE) et de la Commission de l'économie et des redevances (CER) de 2013 à 2019.

### Conseil d'État
Il démissionne en décembre 2020 du Conseil national, où il est remplacé par Sarah Wyss, après son élection au Conseil d’État du canton de Bâle-Ville. Il y dirige le département présidentiel. Il en démissionne le 14 décembre 2023.

### Conseil fédéral
Il se porte candidat en septembre 2023 pour succéder à Alain Berset au Conseil fédéral. Figurant sur le ticket officiel socialiste avec Jon Pult, il est élu par l'Assemblée fédérale siégeant en Chambres réunies le 13 décembre 2023, au troisième tour de scrutin, par 134 voix contre 68 à Daniel Jositsch et 43 pour Jon Pult. Il est le premier conseiller fédéral bâlois depuis Hans Peter Tschudi en 1973.
Il reprend le Département fédéral de justice et police.

## Profil politique
Il acquiert une réputation de rassembleur lors de son mandat à la tête du parti socialiste de Bâle-Ville, mais il est considéré comme très à gauche par ses adversaires politiques. 
Il apporte notamment son soutien à l'initiative populaire fédérale sur les multinationales responsables soumise au vote en novembre 2020.